# Forstern

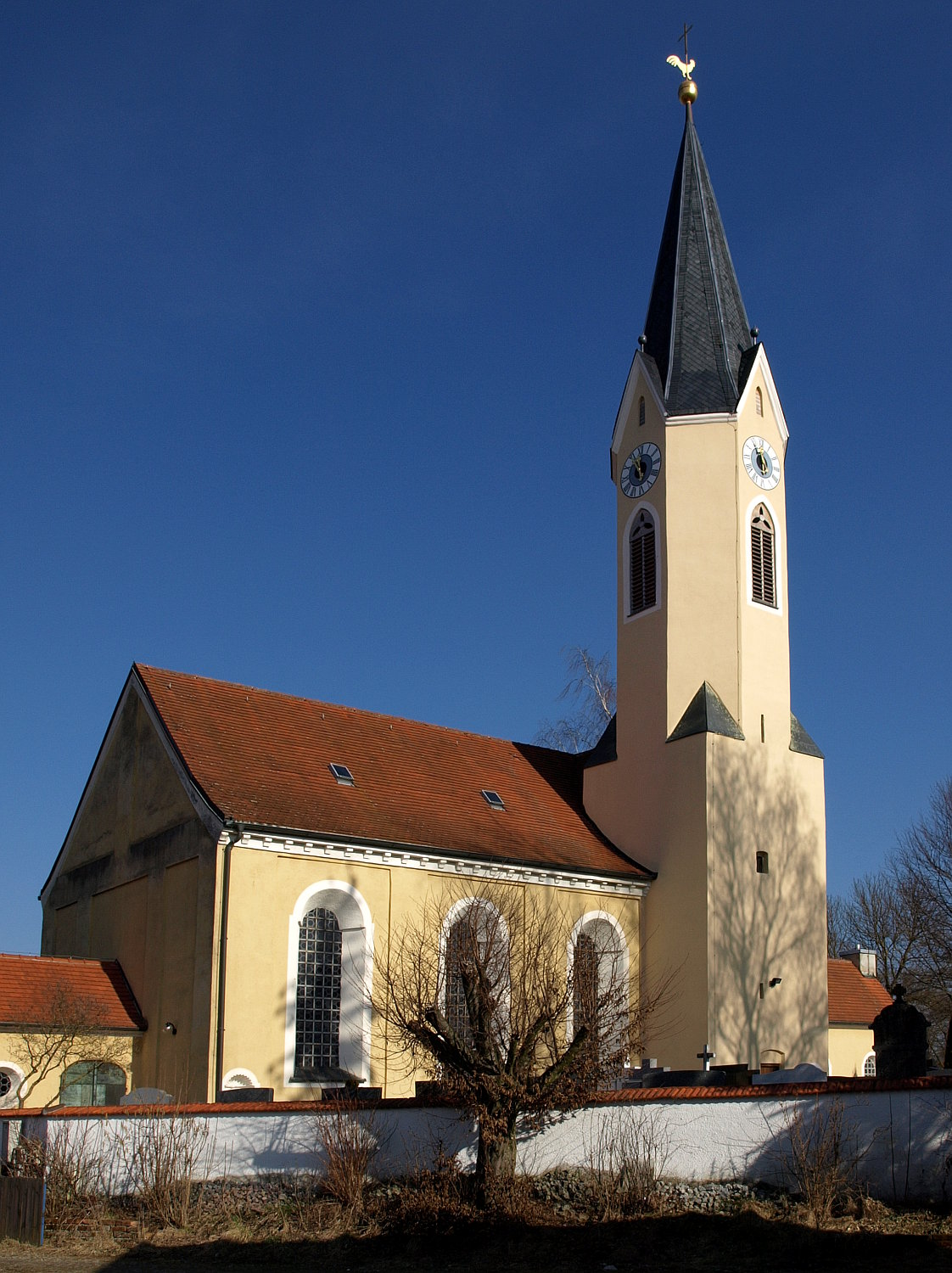
Kirche zu Forstern in Oberbayern

Forstern ist eine Gemeinde im oberbayerischen Landkreis Erding.

## Geografie

### Lage
Landschaftlich gesehen liegt das westliche Gemeindegebiet in der auslaufenden flachen Münchner Schotterebene, die bis zur Ortschaft Forstern heranreicht, im Osten geht das Gemeindegebiet dagegen in ein landschaftlich ansprechendes, bewaldetes und welliges Hügelland über. Forstern liegt etwa 32 km östlich der Landeshauptstadt München, 15 km südlich der Kreisstadt Erding, 20 km südwestlich von Dorfen und 13 km nördlich von Ebersberg. Zum Flughafen München sind es 28 km.

### Gemeindegliederung
Es gibt 18 Gemeindeteile (in Klammern ist der Siedlungstyp angegeben):
- Amplötz (Einöde)
- Bocköd (Einöde)
- Brand (Weiler)
- Forstern (Pfarrdorf)
- Hartbrunn (Weiler)
- Hub (Einöde)
- Karlsdorf (Dorf)
- Kipfing (Weiler)
- Kreiling (Weiler)
- Neuharting (Weiler)
- Oberstaudham (Einöde)
- Preisendorf (Kirchdorf)
- Pullach (Einöde)[5]
- Siggenberg (Weiler)
- Straßham (Weiler)
- Tading (Kirchdorf)
- Unterstaudham (Einöde)
- Wetting (Weiler)

Es gibt nur die Gemarkung Forstern.

## Geschichte

### Bis zur Gemeindegründung
Der Ortsname „Forestarin“, der sich im Laufe der Zeit über manche Varianten wie Vorstarn, Vorstern, Vorstärn zum heutigen Forstern gewandelt hat, taucht zum ersten Mal im Jahr 1065 im Ebersberger Cartular (Kopialbuch) auf. Dem 1595 in ein Jesuitenkolleg umgewandelten Kloster unterstanden im 17. Jahrhundert zwei Drittel aller Anwesen in Forstern. Forstern gehörte zum Rentamt München und zum Landgericht Schwaben des Kurfürstentums Bayern.
Die Kirchengemeinde Forstern umfasst neben den Gemeindeteilen der Gemeinde noch Reithofen und Harthofen; der Gemeindeteil Preisendorf gehört zur Kirchengemeinde Hohenlinden.

### Neuzeit
Im Zuge der Verwaltungsreformen in Bayern entstand mit dem Gemeindeedikt von 1818 die heutige Gemeinde. Im Jahre 1894 wurde der Ort von einem schweren Wirbelsturm getroffen.
Am 22. Mai 1962 kam es im Gemeindeteil Amplötz zum  Absturz eines viermot. Aufklärers der US Navy, wobei östlich des Gehöftes Amplötz das Hecksegment des Flugzeuges mit dem dreiteiligen Seitenleitwerk der WV-2Q (milit. Variante der Lockheed Super Constellation) niederging. Das Aufklärungsflugzeug war zuvor über dem Großhaager Forst, westl. von Maithenbeth in der Luft auseinandergebrochen. Das Bugsegment der Maschine, vom Cockpit bis zum mittleren Passagierraum, sowie die teilweise abgebrochenen Tragflächen mit den vier Curtiss-Wright R-3350-Doppelsternmotoren schlugen auf der Angerwiese nahe der Köppelmühle, Gde. Forstinning, auf. Alle Insassen, offiziell 26, lt. Medienberichten 45, kamen ums Leben.
Forstern gehörte der 1978 im Zuge der Gebietsreform in Bayern gegründeten Verwaltungsgemeinschaft Forstern an und war Sitz der Körperschaft. Forstern konnte erreichen, am 1. Januar 1980 aus der Verwaltungsgemeinschaft entlassen zu werden und es erfolgte die Umbenennung in Verwaltungsgemeinschaft Pastetten.

### Einwohnerentwicklung
Gemäß Bayerischem Landesamt für Statistik  haben sich die Einwohnerzahlen jeweils zum 31. Dezember eines Jahres wie folgt entwickelt:
| Jahr | Einwohner |
| ---- | --------- |
| 1960 | 1392      |
| 1970 | 1637      |
| 1980 | 1878      |
| 1990 | 2146      |
| 1995 | 2328      |
| 2000 | 2748      |

| Jahr | Einwohner |
| ---- | --------- |
| 2005 | 3100      |
| 2006 | 3184      |
| 2007 | 3168      |
| 2008 | 3242      |
| 2009 | 3261      |
| 2010 | 3254      |

| Jahr | Einwohner |
| ---- | --------- |
| 2011 | 3213      |
| 2012 | 3345      |
| 2013 | 3415      |
| 2014 | 3491      |
| 2015 | 3592      |
| 2016 | 3662      |

Seit 1972, dem Jahr der Gemeindereform, hat sich die Einwohnerzahl bis 2015 um 1911 Personen erhöht. Das entspricht einem Wachstum von 113,68 Prozent. In den letzten zehn (fünf) Jahren nahm die Einwohnerzahl um 12,81 (11,80) Prozent zu.
Zwischen 1988 und 2018 wuchs die Gemeinde von 2071 auf 3717 um 1646 Einwohner bzw. um 79,5 %.

## Politik

### Gemeinderat

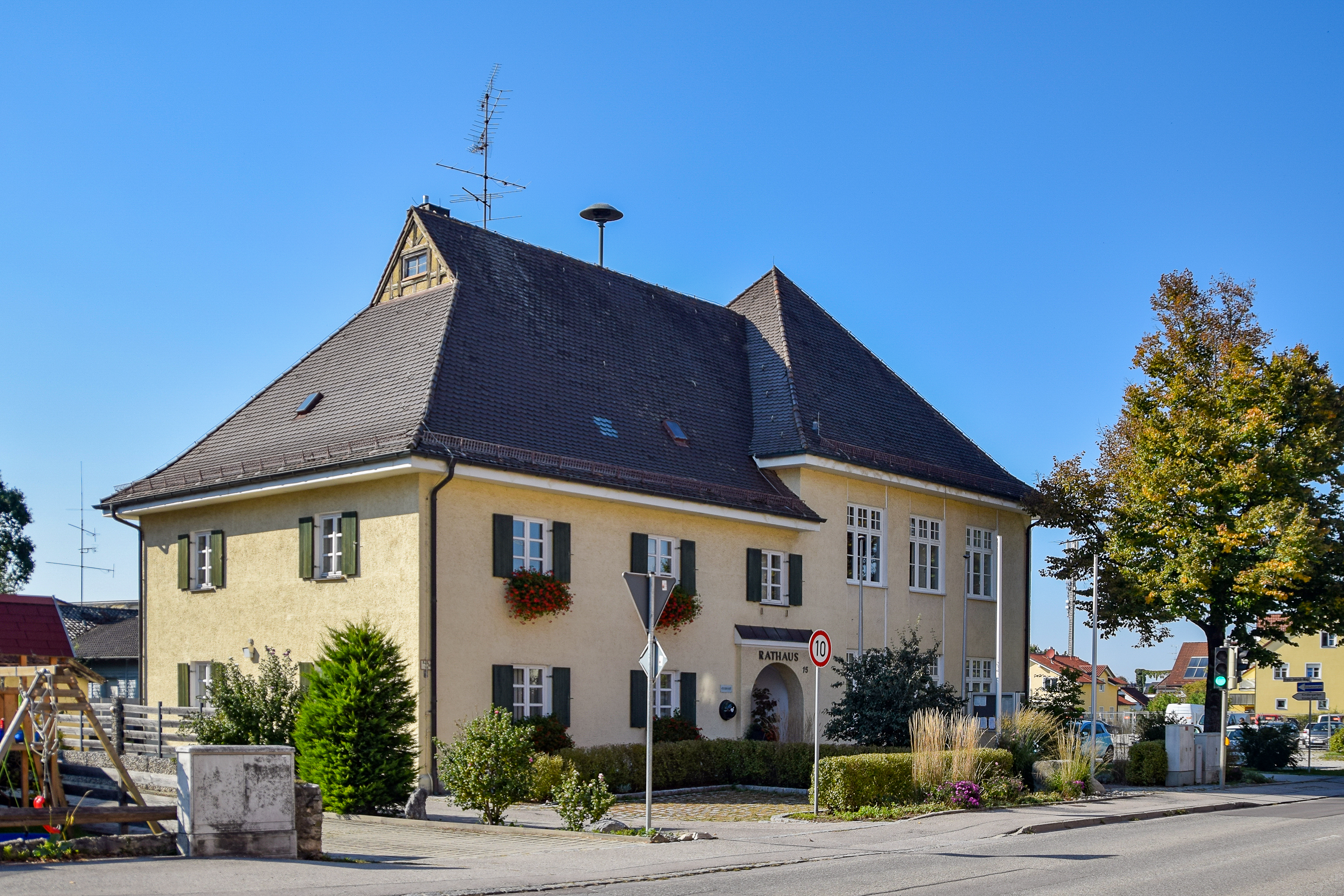
Das Gebäude der Gemeindeverwaltung von Forstern

Die Gemeinderatswahl 2020 führte zu folgenden Stimmenanteilen und Sitzverteilungen:
| Partei/Liste                           | %       | Sitze   |
| -------------------------------------- | ------- | ------- |
| CSU                                    | 28,17   | 5       |
| GRÜNE                                  | 21,84   | 3       |
| SPD                                    | 9,88    | 2       |
| Alte Wählergemeinschaft Forstern (AWG) | 40,11   | 6       |
| Wahlbeteiligung                        | 68,46 % | 68,46 % |

### Bürgermeister
Berufsmäßiger Erster Bürgermeister ist Rainer Streu (Alte Wählergemeinschaft Forstern). Er ist seit 1. Mai 2020 im Amt. Bei der Bürgermeisterwahl 2020 setzte er sich bei der Stichwahl am 29. März mit einem Stimmanteil von 66,1 Prozent durch.

### Wappen und Flagge
| Wappen von Forstern | Blasonierung: „In Gold ein grüner Pfahl, beiderseits eine bewurzelte grüne Tanne, der Pfahl belegt mit einem wachsenden goldenen Abtstab, der im Fuß mit einem silbernen Zahnrad überlegt ist.“ |
| Wappen von Forstern | Das Wappen der Gemeinde Forstern wurde am 18. Mai 1953 festgelegt. Neben dem Wappen führt die Gemeinde eine Flagge in den Farben Grün-Gelb.                                                     |

### Gemeindefinanzen
Die Gemeindesteuereinnahmen im Jahr 2016 betrugen 4.135.000 Euro, davon waren 984.000 Euro Gewerbesteuereinnahmen (netto) und 2.453.000 Euro Einkommensteuerbeteiligung.

## Wirtschaft und Infrastruktur

### Industrie, Handel und Gewerbe
Nach der amtlichen Statistik gab es 2016 insgesamt 584 sozialversicherungspflichtig Beschäftigte am Arbeitsort. Davon waren 322 Personen im produzierenden Gewerbe, 124 im Bereich Handel, Verkehr und Gastgewerbe, 102 in der öffentlichen und privaten Dienstleistung, 26 bei Unternehmensdienstleistern und 10 in Land- und Forstwirtschaft beschäftigt. Von den Einwohnern der Gemeinde standen 1632 in einer sozialversicherungspflichtigen Beschäftigung. Damit überwog die Zahl der Auspendler die der Einpendler um 1048. Arbeitslos waren im Jahresdurchschnitt 38 Personen.

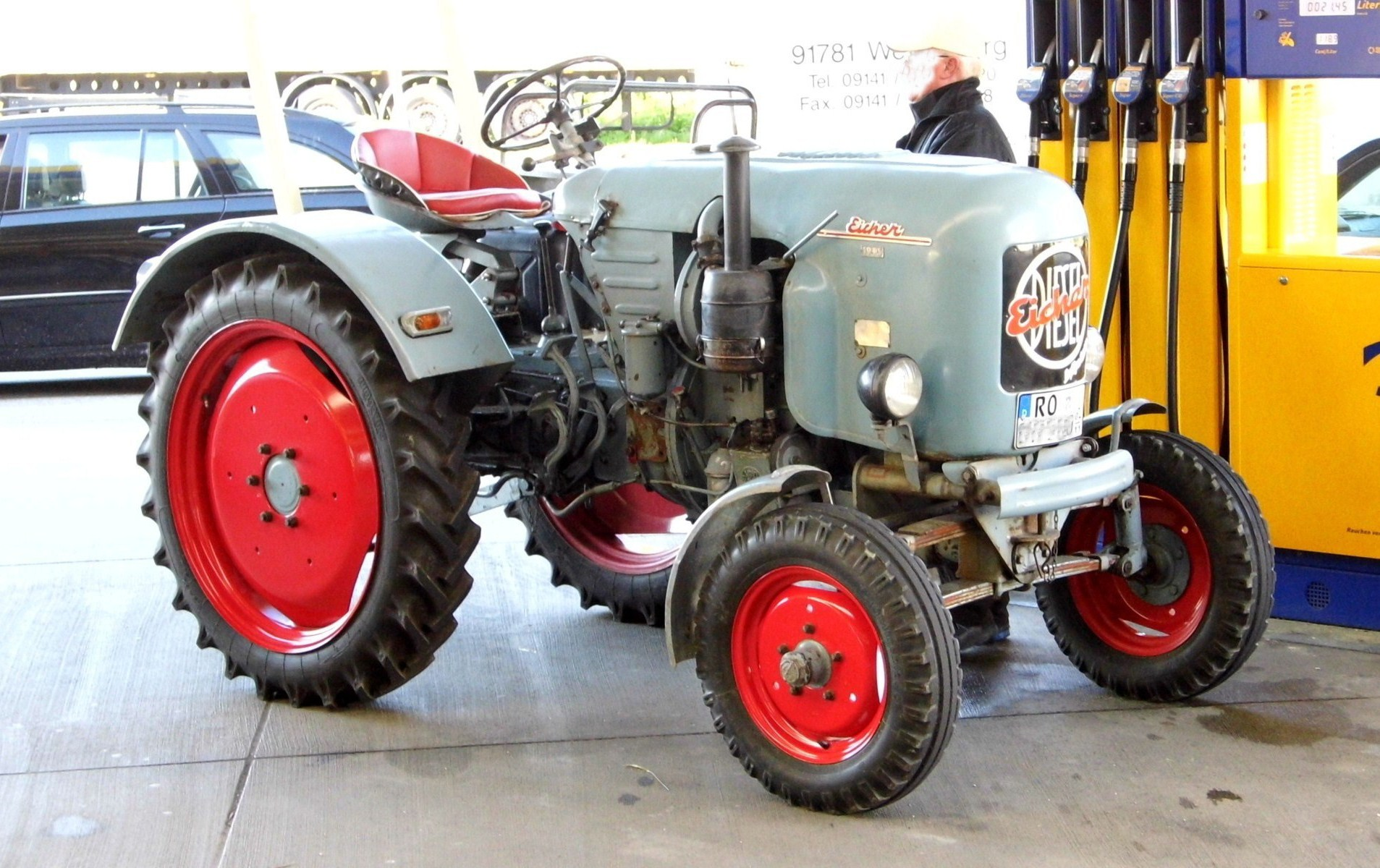
Eicher DIESEL luftgekühlt Typ EKL 15II, 16 PS, Bj. 1953–58

Von 1934 bis 1992 war der Traktoren- und Landmaschinenhersteller Eicher das wichtigste Unternehmen in Forstern. Von 1967 bis 1973 wurden bei Eicher auch Lastwagen in Lohnfertigung für Magirus-Deutz hergestellt.

### Land- und Forstwirtschaft
2010 betrug die landwirtschaftlich genutzte Fläche 998 ha; davon waren 785 ha Ackerfläche. 220 ha des Gemeindegebietes sind Wald, 185 ha des Gemeindegebietes sind Siedlungs- und Verkehrsflächen.
Bestanden im Jahr 1999 noch 53 landwirtschaftliche Betriebe, ging deren Zahl bis 2010 auf 35 zurück.
| Betriebsgröße in ha | Anzahl der Betriebe | Anzahl der Betriebe |
| Betriebsgröße in ha | 1999                | 2010                |
| ------------------- | ------------------- | ------------------- |
| unter 5             | 8                   | 1                   |
| 5 bis unter 10      | 13                  | 9                   |
| 10 bis unter 20     | 11                  | 7                   |
| 20 bis unter 50     | 16                  | 12                  |
| 50 oder mehr        | 5                   | 6                   |
| Gesamt              | 53                  | 35                  |

### Bildung
Im Jahr 2017 gab es folgende Einrichtungen:
- Kindertageseinrichtungen: 5 mit 224 Plätzen und 200 aufgenommenen Kindern, davon 35 unter drei Jahren
- Volksschulen: zwei mit 20 Lehrern und 279 Schülern

## Kultur und Freizeit

### Sport
Die erste Frauen-Mannschaft des FC Forstern spielte zuletzt 2021/22 in der drittklassigen Fußball-Regionalliga Süd und nahm schon mehrmals am DFB-Pokal der Frauen teil.

### Baudenkmäler
- Pfarrkirche St. Peter in Forstern
- Filialkirche St. Stephan in Preisendorf
- Filialkirche St. Jakobus in Pullach
- Katholische Pfarr- und Wallfahrtskirche Mariä Himmelfahrt in Tading
- Filialkirche St. Pankratius in Wetting

### Naturschutzgebiete
- Erratischer Block Forstern (Geotop-Nummer 177R002)

## Verkehr
Etwa 3,5 km westlich von Forstern liegt im Gemeindeteil Straßham das Ultraleichtfluggelände Straßham.